# I Am a Bird Now
I Am a Bird Now è il secondo album del gruppo musicale Antony and the Johnsons, pubblicato nel 2005 dall'etichetta Secretly Canadian.
Il cd è un concept album ispirato alla vita di Candy Darling

## Premi e vendite
Il disco è stato premiato con il Mercury Prize nel settembre 2005. Dopo il riconoscimento, l'album è salito nella classifica Official Albums Chart dalla posizione #136 alla #16 in una settimana. Al settembre 2011, nel Regno Unito l'album ha venduto circa 220 000 copie.

## Collaborazioni e ospiti
L'album comprende diverse "guest star". Esse sono Rufus Wainwright (What Can I Do?), Devendra Banhart, Joan Wasser, Boy George, Lou Reed.

## Copertina
La copertina è una fotografia di Peter Hujar 
intitolata Candy Darling on Her Deathbed che ritrae Candy Darling, cosiddetta "superstar" di Andy Warhol, sul suo letto di morte.

## Singoli
Il primo singolo estratto dall'album è stato Hope There's Someone, pubblicato il 7 giugno 2005; seguito da You Are My Sister, pubblicato il 25 ottobre 2005.

## Tracce
Tutte le tracce sono state scritte da Antony Hegarty.
1. Hope There's Someone – 4:21
2. My Lady Story – 3:33
3. For Today I Am a Boy – 2:36
4. Man Is the Baby – 4:09
5. You Are My Sister – 3:59
6. What Can I Do? – 1:40
7. Fistful of Love – 5:52
8. Spiralling – 4:25
9. Free at Last – 1:36
10. Bird Gerhl – 3:14

## Formazione[4]
Antony and the Johnsons
- Antony Hegarty – organo, piano, voce
- Julia Kent – violoncello
- Parker Kindred - batteria (traccia 7)
- Jeff Longston – basso
- Maxim Moston – violino
- Doug Wieselman – sax

Ospiti e collaborazioni
- Devendra Banhart – chitarra (traccia 5), voce (8)
- Steve Bernstein – corno
- John Bollinger - batteria (5)
- Keith Bonner - flauto
- Boy George – voce (5)
- Todd Cohen – batteria
- Danielle Farina - viola (2,9)
- Jason Hart – piano (6)
- Rainy Orteca - basso (7)
- Lou Reed – chitarra e voce (7)
- Paul Shapiro – corno
- Rufus Wainwright – voce (6)
- Joan Wasser – viola
- Julia Yasuda - codice Morse, voce (9)
- Emery Dobyns - ingegneria e missaggio.

## Critica
L'album è stato accolto favorevolmente dalla critica: per AllMusic merita il giudizio di 4/5 stelline; per Pitchfork il voto di 8,6/10;; mentre Rolling Stone lo valuta con un giudizio di 4/5.

## Classifiche
| Classifiche (2005) | Posizione raggiunta |
| ------------------ | ------------------- |
| UK Albums Chart    | 16                  |
| Austria            | 71                  |
| Belgio             | 16                  |
| Danimarca          | 38                  |
| Francia            | 45                  |
| Olanda             | 58                  |
| Norvegia           | 4                   |
| Svezia             | 22                  |